# Chêne-Bougeries
Chêne-Bougeries är en ort och kommun i kantonen Genève, Schweiz. Kommunen har 13 876 invånare (2023).
Kommunen består av ortsdelarna Chêne-Bougeries och Conches.